# Шевченкове (Роздільнянський район)
Шевче́нкове (у минулому — Чекмежиєво (до 01.02.1945), Чикміжієво, Чесмеджия) — село в Україні, в Роздільнянській міській громаді Роздільнянського району Одеської області. Населення становить 37 осіб. Відноситься до Чобручанського старостинського округу.

## Історія
У 1856 році в поселенні Чесмеджия (1-го стану Тираспольського повіту) поміщика Аврамова було 40 дворів.
В 1859 році у власницькому селищі Чекмежієва 1-го стану (станова квартира — містечко Понятівка) Тираспольського повіту Херсонської губернії на безіменній балці, було 35 дворів, в яких мешкало 99 чоловік і 102 жінки.
У 1887 році в селищі Чекмежієка Понятівської волості Тираспольського повіту Херсонської губернії мешкало 130 чоловіків та 114 жінок.
Станом на 20 серпня 1892 року при хуторі Чекмежієва 2-го стану були польові землеволодіння (1478 десятин) Кршижановських: вдови колезького асесора Юлії Іванівної та її дітей Івана, Володимира і Марії Ніколаєви.
В 1896 році у селищі Чекмежиївка Понятівської волості Тираспольського повіту Херсонської губернії при балці Карпова, було 20 дворів, в яких мешкало 88 людей (42 чоловіка і 46 жінок).
На 1 січня 1906 року у селищі Чекмежіївка з хутором Міщанським Понятівської волості Тираспольського повіту Херсонської губернії, яке розташоване на балці Карпів Яр, були суспільні наділи колишніх поміщицьких селян та десятники при економії Кршижановського (х. Міщанський); проживали малороси; був сільський староста й писар; існували колодязі й став; 48 дворів, в яких мешкало 255 людей (126 чоловіків і 129 жінок).
У 1916 році в селищі Чекмежиївка Понятівської волості Тираспольського повіту Херсонської губернії, мешкало 200 людей (93 чоловіка і 107 жінок).
На 28 серпня 1920 р. в селищі Чекмежиївка (Чекмижиїве) Понятівської волості Тираспольського повіту Одеської губернії, було 44 домогосподарства. Для 44 домогосподарів рідною мовою була українська. В селищі 225 людей наявного населення (108 чоловіків і 117 жінок). Тимчасово відсутні: 8 чоловіків — солдати Червоної Армії.
На початку 1924 року населений пункт відносився до Шевченківської сільради Тарасо-Шевченківського району Одеської округи Одеської губернії, у якому мешкало 1669 осіб.
21 травня 1945 року село Чекмежиєве Шевченківської сільради було перейменоване на Шевченкове.
Станом на 1 вересня 1946 року село було центром Шевченківської сільської ради, до якої входили: с. Парканці, с. Шевченкове, с-ще Михайлівка, с-ще Надія, с-ще Новий Гребеник, с-ще Слобідка, с-ще Сухе, х. Вапнярка, х. Петрівка.
На 1 травня 1973 року в Шевченковому знаходився господарський центр колгоспу «Победа».
У результаті адміністративно-територіальної реформи село ввійшло до складу Роздільнянської міської територіальної громади та після місцевих виборів у жовтні 2020 року було підпорядковане Роздільнянській міській раді. До того село входило до складу ліквідованої Старостинської сільради.

## Населення
Згідно з переписом УРСР 1989 року чисельність наявного населення села становила 61 особа, з яких 28 чоловіків та 33 жінки.
За переписом населення України 2001 року в селі мешкало 38 осіб.
2010 — 30 осіб;
2011 — 30 осіб.

### Мова
Розподіл населення за рідною мовою за даними перепису 2001 року:
| Мова       | Відсоток |
| ---------- | -------- |
| українська | 89,47 %  |
| молдовська | 5,26 %   |
| російська  | 5,26 %   |

## Постаті
- Лапчевський Євген Борисович (1995—2024) — солдат Збройних сил України, учасник російсько-української війни.